# Magyar Nemzeti Balett

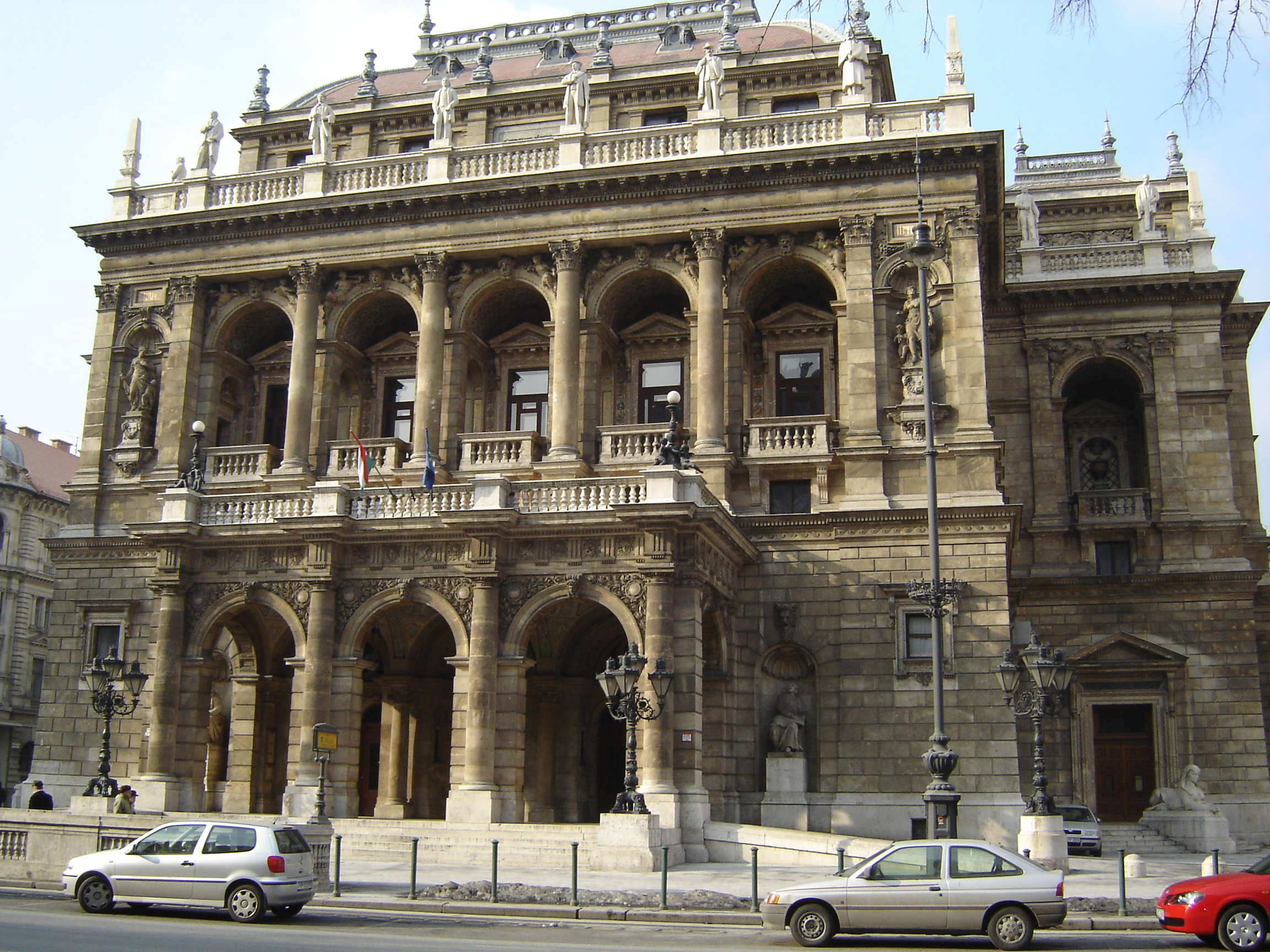
A Magyar Nemzeti Balettnek is otthont adó Operaház

A Magyar Állami Operaház balettegyüttese, a Magyar Nemzeti Balett az ország egyetlen klasszikus balettegyüttese. A társulatot 2011 ősze óta Solymosi Tamás balettigazgató vezeti.

„Külföldi és belföldi fellépések alkalmával – amennyiben az előadásban csak a balettegyüttes működik közre és a MAGYAR ÁLLAMI OPERAHÁZ nevében kötött szerződés alapján lép fel– a balettegyüttes használja a MAGYAR NEMZETI BALETT elnevezést.”

## Története

### A kezdetek
A magyarországi balettművészet több mint kétszáz éves múlttal rendelkezik, de az Operaház 1884-es megnyitása fordulópontot jelentett a művészeti ág történetében. Az operaház együttese ettől kezdve a balettművészet első számú letéteményese, legfontosabb képviselője az országban. A megalakuláskor a balettkar 60 főből állt: 30 kartáncosból és 30 növendékből. A kar élén négy magyar és két olasz szólista állt. A táncosok egyetlen, Milánóból szerződtetett férfitáncoson kívül mind nők voltak.
A budapesti balettművészet fejlődésének kezdeti évtizedeit három lényeges tényező határozta meg. A tánctechnikára és a képzésre az olasz iskola volt kiemelkedő hatással, a színpadi ízlés alakulásában a közeli Bécs volt a minta, és erős igény jelentkezett a magyar nemzeti táncművészet kialakítására is.
Az 1950-es évektől egyre erősebben érvényesült a magyar balettművészetben az orosz hatás. A színpadon megjelentek a klasszikus orosz művek, és a képzési rendszert is az ottani minta (a híres Vaganova-módszer) alapján alakították át. Az 1950-ben megalakult Állami Balett Intézet első vezetője Nádasi Ferenc volt, aki korábban az olasz klasszikus balettpedagógiára alapozva saját módszertant alakított ki, és szakmai pályafutása során vezető szólisták, balettmesterek generációit nevelte fel. Nádasi Ferenc 1950 és 1961 között az Operaház balettigazgatói posztját is betöltötte.
Őt 1961-től 1977-ig Lőrinc György követte az igazgatói székben, aki meghatározó alakja volt a nemzeti együttes fejlődésének. Gondosan felépített koncepció alapján kiszélesítette a repertoárt, nyitott a kortárs magyar és külföldi – ezen belül vasfüggöny mögötti – koreográfusok felé, Seregi László mentoraként egyengette a nagy alkotó pályáját.

### Harangozó Gyula
A magyar nemzeti balettművészet kialakulása a kiemelkedő tehetségű Harangozó Gyula nevéhez fűződik. Első színpadi művét, a Csárdajelenetet 1936-ban mutatták be az Operaházban; ez a mű mérföldkő lett a balett-történetben. Harangozó sikeresen ötvözte a magyar néptánc és a klasszikus balett elemeit, és kiemelkedőt alkotott a karakterábrázolásban. Számtalan egyfelvonásos és egész estés művet koreografált, melyek közül a legismertebbek évtizedekig színesítették a repertoárt. Legtöbbet játszott darabjai:
- Coppélia
- Furfangos diákok
- Seherezádé
- Térzene
- A csodálatos mandarin

### Seregi László
Harangozó Gyulától 1968-ban jelképesen Seregi László vette át a stafétabotot: Spartacus című, háromfelvonásos nagybalettjét ebben az évben mutatták be hatalmas sikerrel. Seregi László műveiben a mai magyar balett minden jellemzője megfigyelhető, egyszerre érvényesül a néptánc, a klasszikus balett, a kortárs irányzatok és az orosz balettiskola hatása. 1977-től 1984-ig koreográfiai munkássága mellett betöltötte a Magyar Nemzeti Balett igazgatói posztját.
Legfontosabb művei:
- Aram Hacsaturján: Spartacus (1968)
- Bartók Béla: A fából faragott királyfi (1970, 1981)
- Léo Delibes: Sylvia (1972)
- Szergej Szergejevics Prokofjev: Rómeó és Júlia (1985)
- Felix Mendelssohn Szentivánéji álom (1989)
- Goldmark Károly: A makrancos Kata (1994)

### Pártay Lilla
Seregi László életműve a mai napig meghatározó részét képezi a Magyar Nemzeti Balett műsorának, ám az együttes abban a kiváltságos helyzetben van, hogy mellette még egy kortárs, mégis klasszikus alapokon nyugvó egész estés nagybaletteket koreografáló, neves hazai művész dolgozik a repertoár bővítésén, aki hazánkban az első meghatározó női alkotó ezen a pályán: Pártay Lilla.
Főbb művei:
- Pjotr Iljics Csajkovszkij: Anna Karenina (1991)
- Wolfgang Amadeus Mozart: Wolfgang AMADEUS Mozart (2003)
- Antonín Dvořák: Elfújta a szél (2007)
- Liszt Ferenc, Richard Wagner, Hector Berlioz: Aranyecset (2013)

### ifj.Harangozó Gyula
1996 és 2005 között ifj. Harangozó Gyula irányította az együttest, aki elődeihez hasonlóan ápolta a sokszínű repertoárt, és ennek érdekében a magyar koreográfusok mellett kiváló külföldi művészeket is meghívott.

### Keveházi Gábor
2005. augusztus 1-től újra Keveházi Gábor lett az együttes igazgatója, aki egy korábbi periódusban négy éven át, 1988-tól 1992-ig vezette az együttest. Koncepciójára a fiatalítás, a klasszikus repertoár megőrzése, a nemzeti balettrepertoár ápolása és a kortárs irányzatok iránti nyitottság jellemző. 2005 nyarán Keveházi Gábor további 5 évre nyerte el a Magyar Nemzeti Balett igazgatói tisztét.

### Solymosi Tamás
2011 őszétől az együttest Solymosi Tamás Étoile International igazgatja.
A mai világban egyre ritkább, hogy egy nemzetinek nevezett együttes valóban az adott ország balett kultúrájának legtehetségesebb képviselőit vonultassa fel. A Magyar Nemzeti Balett – bár gondos válogatás alapján befogad külföldi tehetségeket, akik sokszor hosszú évekre, néha akár egész életükre Budapestre szegődnek – a mai napig 90%-ban a Magyar Táncművészeti Főiskola magas szintű oktatásában részesült hazai művészekből áll, akik évtizedes együttműködést tudnak a hátuk mögött, mire felvételt nyernek az együttesbe.
A Magyar Nemzeti Balettet, mint együttest - a nagyszerű technikai tudás és a széles repertoár mellett – a karakterformálás kivételesen magas szintje jellemzi. A színészi játék hagyományát ösztönösen és tudatosan egyaránt ápolja ez a művészi közösség, így előadási stílusa nyugodtan tekinthető olyan „hungarikumnak”, amelyre nemzeti szinten lehetünk büszkék. Ugyanígy büszkeségre adhat okot az a tény, hogy míg Európa-, sőt világszerte egyre egyszerűbb kiállításban kerülnek színpadra még a nagy klasszikusok is, az operaház a gazdasági nehézségek ellenére nagy számban tart repertoáron hagyományosan gazdag díszletekkel és jelmezekkel kiállított, a mindennapokat feledtető, igazi színházi áhítatot keltő produkciókat. A varázslat ráadásul minden részletében házon belül készül: a díszlet- és jelmezműhelyek a külföldi vendég tervezők mellett olyan világszínvonalú magyar művészek elképzelései alapján dolgozhattak az elmúlt évtizedekben, mint Oláh Gusztáv, Kézdi Lóránt, Csikós Attila, Márk Tivadar, Schäffer Judit, Vágó Nelly stb.
A Magyar Nemzeti Balett 110 feletti taglétszámmal, átlagban évi 80 körüli előadásszámmal működik. Repertoárján a nagy klasszikusok (A diótörő, A hattyúk tava, Giselle, A rosszul őrzött lány stb.) mellett neoklasszikusok (Cranko: Anyegin, McMillan: Mayerling, Eifman: A Karamazov-testvérek, Balanchine-egyfelvonásosok stb.), a legnagyobb magyar alkotók koreográfiái (Harangozó Gyula: Coppélia; Seregi László: Spartacus, Rómeó és Júlia, A makrancos Kata, Szentivánéji álom, Sylvia; Pártay Lilla: Anna Karenina, Elfújta a szél; Fodor Antal: A próba stb.), modern szerzőnagyságok darabjai (Jiří Kylián, Hans van Manen, William Forsythe, Johan Inger, Robert North, Alexander Ekman stb.) és a felnövekvő ifjú magyar koreográfusok (Lukács András, Venekei Marianna, Kun Attila, Bajári Levente stb.) munkái váltogatják egymást.

## Művészek
- Solymosi Tamás igazgató
- Venekei Marianna első balettmester
- Mirzoyan Albert balettmester
- Prokofieva Irina balettmester
- Radina Dace balettmester
- Sarkissova Karina balettmester
- Szakács Attila balettmester

### Principálok
- Balázsi Gergő Ármin
- Leblanc Gergely, a 2016/2017-es évad Étoile-ja
- Melnik Tatiana, a 2019/2020-as évad Étoile-ja
- Tanykpayeva Aliya, a 2013/2014-es és a 2017/2018-as évad Étoile-ja
- Timofeev Dmitry, a 2018/2019-es évad Étoile-ja

### Első magántáncosok
- Lagunov Ievgen
- Oláh Zoltán, a 2012/2013-as és a 2014/2015-ös évad Étoile-ja

#### Első karakter magántáncosok
- Bajári Levente
- Kerényi Miklós Dávid

### Magántáncosok
- Balaban Cristina
- Boros Ildikó
- Carulla Leon Jessica
- Felméry Lili, a 2015/2016-os évad Étoile-ja
- Ivanova-Skoblikova Sofia
- Kekalo Iurii
- Pap Adrienn
- Radina Dace
- Radziush Mikalai
- Rónai András

### Grands sujets
- Cottonaro Gaetano
- Kosyreva Diana
- Lee Yourim
- Majoros Balázs, a Magyar Nemzeti Balett Kamaraművésze (2019/2020)
- Morimoto Ryosuke
- Pokhodnykh Ellina
- Takamori Miyu
- Taran Dumitru
- Taravillo Mahillo Carlos

#### Grand sujets karakter
- Komarov Alekszandr

### Címzetes magántáncosok
- Chernakova Olga
- Erdős Andrea (nem aktív)
- Földi Lea, a Magyar Nemzeti Balett Kamaraművésze (2018/2019)
- Golovyna Yuliya
- Gyarmati Zsófia
- Myasnikov Boris
- Okajima Takaaki
- Palumbo Valerio
- Pisla Artemisz
- Shapirova Elena
- Somorjai Enikő (nem aktív)
- Starostina Kristina
- Szakács Attila
- Szegő András
- Szigeti Gábor
- Weisz Sára